# Кошибеевский сельский округ
Кошибе́евский се́льский о́круг — упразднённая административно-территориальная единица, существовавшая на территории Сасовского района Рязанской области до 2004 г.
Административный центр — село Кошибеево.

## История
Сельский округ был упразднён законом Рязанской области от 07.10.2004 № 96-ОЗ. На территории двух сельских округов — Кошибеевский и Рожковского — было объединено одно муниципальное образование — Демушкинское сельское поселение, объединённый сельский округ получил название Рожковского. Административный центр Кошибеево утратил свои полномочия. Управление было перенесено в село Демушкино.

## Административное устройство
В состав Кошибеевского сельского округа входили 5 населённых пунктов:
1. с. Кошибеево — административный центр
2. с. Бастаново
3. д. Новое Амесьево
4. п. Сенцово
5. д. Старое Амесьево.